# Ель-Дорадо (Канзас)
Ель-Дорадо (англ. El Dorado) — місто (англ. city) в США, в окрузі Батлер штату Канзас. Населення — 12 870 осіб (2020).

## Географія
Ель-Дорадо розташований за координатами 37°49′14″ пн. ш. 96°51′42″ зх. д. / 37.82056° пн. ш. 96.86167° зх. д. (37.820459, -96.861603).  За даними Бюро перепису населення США в 2010 році місто мало площу 23,09 км², з яких 22,94 км² — суходіл та 0,15 км² — водойми.

## Демографія
Згідно з переписом 2010 року, у місті мешкала 13 021 особа в 5227 домогосподарствах у складі 3277 родин. Густота населення становила 564 особи/км².  Було 5797 помешкань (251/км²).
Расовий склад населення:
| - 91,8 % — білих - 2,3 % — чорних або афроамериканців - 1,1 % — корінних американців - 0,4 % — азіатів - 0,1 % — вихідців з тихоокеанських островів - 1,5 % — осіб інших рас |

До двох чи більше рас належало 2,9 %. Частка іспаномовних становила 4,7 % від усіх жителів.
За віковим діапазоном населення розподілялося таким чином: 24,9 % — особи молодші 18 років, 60,2 % — особи у віці 18—64 років, 14,9 % — особи у віці 65 років та старші. Медіана віку мешканця становила 34,0 року. На 100 осіб жіночої статі у місті припадало 93,2 чоловіків;  на 100 жінок у віці від 18 років та старших — 90,7 чоловіків також старших 18 років.
Середній дохід на одне домашнє господарство  становив 57 091 долар США (медіана — 42 813), а середній дохід на одну сім'ю — 69 105 доларів (медіана — 56 458). Медіана доходів становила 50 632 долари для чоловіків та 30 391 долар для жінок. За межею бідності перебувало 20,7 % осіб, у тому числі 32,4 % дітей у віці до 18 років та 10,6 % осіб у віці 65 років та старших.
Цивільне працевлаштоване населення становило 5908 осіб. Основні галузі зайнятості: освіта, охорона здоров'я та соціальна допомога — 31,0 %, виробництво — 13,8 %, роздрібна торгівля — 7,8 %, публічна адміністрація — 7,8 %.